# Алія Бхатт
Алія Бхатт (англ. Alia Bhatt; нар.. 15 березня 1993 року, Бомбей, Індія) — індійська акторка та співачка. Лауреатка Filmfare Award за кращу жіночу роль на думку критиків.

## Життєпис
Алія Бхатт народилася 15 березня 1993 року в родині індійського режисера Махеша Бхатта та актриси Соні Раздан. Її батько — гуджаратець, а мати — німецько-кашмірського походження. У Алії Бхатт є рідна старша сестра Шахін (нар. 1988), а також єдинокровні сестра Пуджа і брат Рахул. Актор Емран Гашмі та режисер Могіт Сурі — її двоюрідні брати по батьківській лінії, а Мукеш Бхатт — дядько.

### Кар'єра

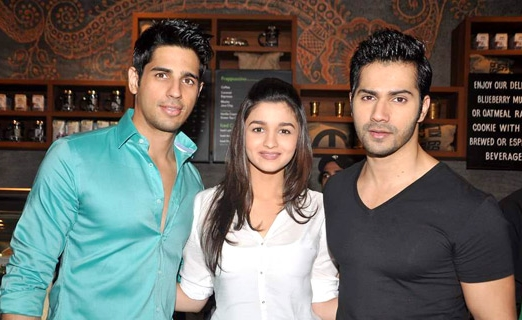
Алія Бхатт з Сідхартхом Малхотра (ліворуч) і Варуном Дхаваном (праворуч) на презентації фільму «Студент року» у 2012 році

Свою першу невелику роль в кінематографі Алія зіграла в 1999 році у фільмі «Кримінальний роман», головні ролі в якому виконали Акшай Кумар і Приті Зінта. У цьому фільмі вона зіграла роль Ріт в дитинстві, в той час як дорослу Ріт зіграла Приті Зінта. Першою головною роллю для Алії стала роль Шанаї Сінгхан'ї у фільмі Карана Джохара 2012 року «Студент року», де її партнерами стали Сідхартха Малхотра і Варун Дхаван. В Індії фільм став хітом, зібравши в прокаті 700 млн рупій ($12 млн).
У 2014 році в прокат вийшли три фільми за участі Бхатт. Алія знялася у роуд-муві «Шосе», де виконала роль самотньої дівчинки-підлітка, у якої після викрадення розвинувся стокгольмський синдром. Фільм, однак, не мав особливого успіху в прокаті.
Іншим фільмом Алії став «2 штату» спільного виробництва Карана Джохара і Саджида Надиадвали, де вона знялася в парі з Арджуном Капуром. Фільм є адаптацією однойменної новели Четана Бхагата про двох студентів Індійського інституту менеджменту в Ахмедабаді, які стикаються з проблемою неприйняття батьками їх відносин. Для того щоб зіграти своєвольну тамільську дівчину, Алія вивчила тамільську мову. Критики високо оцінили її виконання, Rediff.com надрукувала, що Алія Бхатт «дійсно вжилася в образ і змушує вас вірити, що вона кар'єр-орієнтована випускниця Інституту Менеджменту». Шубхра Гупта з The Indian Express додала, що Бхатт стала «сюрпризом» і була «непринужденна, свіжа й природна». Фільм отримав великий комерційний успіх, заробивши понад 1 млрд рупій ($ 16 млн) в національному прокаті. Наприкінці цього року Бхатт з'явилася в ролі Кав'ї Пратап Сінгх — панджабської дівчини, яка зав'язує роман з незнайомцем за декілька днів до власного весілля, в романтичній комедії «Наречена Хампті Шарми». У фільмі також знялися Варун Дхаван і Сиддхартх Шукла. Картина описувалася як данина фільму «Невикрадена наречена» (1995) від Карана Джохара, який виступив як продюсер. «Наречена Хампі Шармі» також стала касовим хітом.
В грудні 2014 року Бхатт приступила до зйомок фільму «Несплячі» Викаса Бахла в парі з Шахідом Капур, де її персонаж за сюжетом страждає безсонням.
Фільм вийшов на екран у жовтні 2015 року, але особливого успіху не мав.
Вона також виконала головну жіночу роль у новому трилері Абишека Чаубея Udta Punjab, що принесло їй Filmfare Award за кращу жіночу роль.
У 2017 році Алія знялася в романтичній комедії Badrinath Ki Dulhania, знову в парі з Варуном Дхаваном. Фільм мав комерційний успіх, також як і їх попередні спільні проекти.
Зараз до випуску готується трилер Raazi. Актриса зніметься в музичній драмі Gully Boy в парі Ранвиром Сінгхом і фентезі Brahmastra в парі з Ранбіром Капуром.

## Інша діяльність

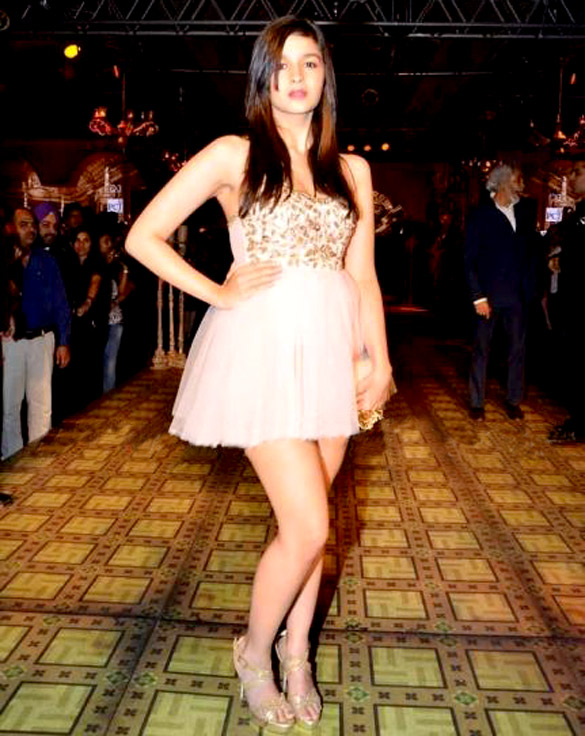
Алія на тижні моди в Делі у 2012 році

Алія є представником таких брендів, як Coca-Cola, Garnier і Maybelline.

## Фільмографія
| Рік  |   | Українська назва      | Оригінальна назва          | Роль               |
| ---- | - | --------------------- | -------------------------- | ------------------ |
| 1999 | ф | Кримінальний роман    | Sangharsh                  | Рита в дитинстві   |
| 2012 | ф | Студент року          | Student of the Year        | Шанайя Сінгханья   |
| 2014 | ф | Шосе                  | Highway                    | Віра Тріпатхі      |
| 2014 | ф | 2 штату               | 2 States                   | Ананія             |
| 2014 | ф | Наречена Гампті Шарми | Humpty Sharma Ki Dulhania  | кавья Пратап Сінгх |
| 2015 | ф | Чудові                | Shandaar                   | Аліа               |
| 2016 | ф | Капур і сини          | Kapoor & Sons              | Ку                 |
| 2016 | ф | Літаючий панджабіец   | Udta Punjab                | Мері Джейн         |
| 2016 | ф | Дорога життя          | Dear Zindagi               | Кайра              |
| 2017 | ф | Наречена Бадрінатх    | Badrinath Ki Dulhania      | Вайдехі Тріведі    |
| 2018 | ф |                       | Raazi                      |                    |
| 2018 | ф |                       | Gully Boy                  |                    |
| 2022 | ф | Брахмастра            | Brahmāstra Part One: Shiva |                    |
| 2023 | ф | Кам'яне серце         | Heart of Stone             | Кея Дхаван         |

## Нагороди та номінації
- Дві тисячі тринадцять
  - Filmfare Awards — «Студент року» — номінація в категорії «Найкращий жіночий дебют»[31]
  - Screen Awards — «Студент року» — номінація в категорії «Найбільш багатообіцяючий новачок — жінки»[32]
  - Stardust Awards — «Студент року» — номінація в категорії «Супер-зірка завтрашнього дня — жінки»[33]
  - Zee Cine Awards — «Студент року» — номінація в категорії «Найкращий жіночий дебют»
  - Star Guild Awards — «Студент року» — номінація в категорії «Найкращий жіночий дебют»[34]
  - Filmfail Awards — «Студент року» — номінація в категорії «Найгірша актриса»
  - The Ghanta Awards — «Студент року» — номінація в категорії «Найгірший прорив»
- 2014
  - Stardust Awards — «Шосе» — премія в категорії «Супер-зірка завтрашнього дня — жінки»[35]
- 2015
  - Filmfare Awards — «Шосе» — номінація в категорії «Найкраща жіноча роль»[36]
  - Filmfare Awards — «Шосе» — премія в категорії «Найкраща жіноча роль на думку критиків»[37]
- 2016
  - Filmfare Awards — «Літаючий Паджабиец» — премія в категорії «Найкраща жіноча роль»[38]
  - Filmfare Awards — «Дорога життя» — номінація в категорії «Найкраща жіноча роль»[39]
  - Screen Awards — «Літаючий Паджабиец» — премія в категорії «Найкраща жіноча роль»[40]
  - Screen Awards — «Дорога життя» — номінація в категорії «Найкраща жіноча роль»